# Bendición de animales
La bendición de animales es un ritual presente en algunas religiones para cumplir diferentes propósitos. El acto de bendecir a una especie animal, implica un vínculo con el ser humano, sea este un animal de compañía (mascota), de servicio, ganado u otros animales domesticados para el uso del sector agropecuario. Es una práctica común en la mayoría de las denominaciones del cristianismo, así como también en el islam, el judaísmo, el budismo, el sintoísmo, hinduismo, entre otras. Asimismo, históricamente, la bendición de un animal previa a las prácticas de sacrificio de animales, muchos de ellos en desuso, o rituales donde se les utilizan, como en la liberación de una paloma de la paz, ha sido considerado como un elemento clave para algunas creencias.
Como parte de las celebraciones del día mundial de los animales, cada 4 de octubre diversas religiones realizan este ritual de diferentes formas. La bendición animal es considerada como parte de las prácticas de bienestar de los animales.

## En el cristianismo

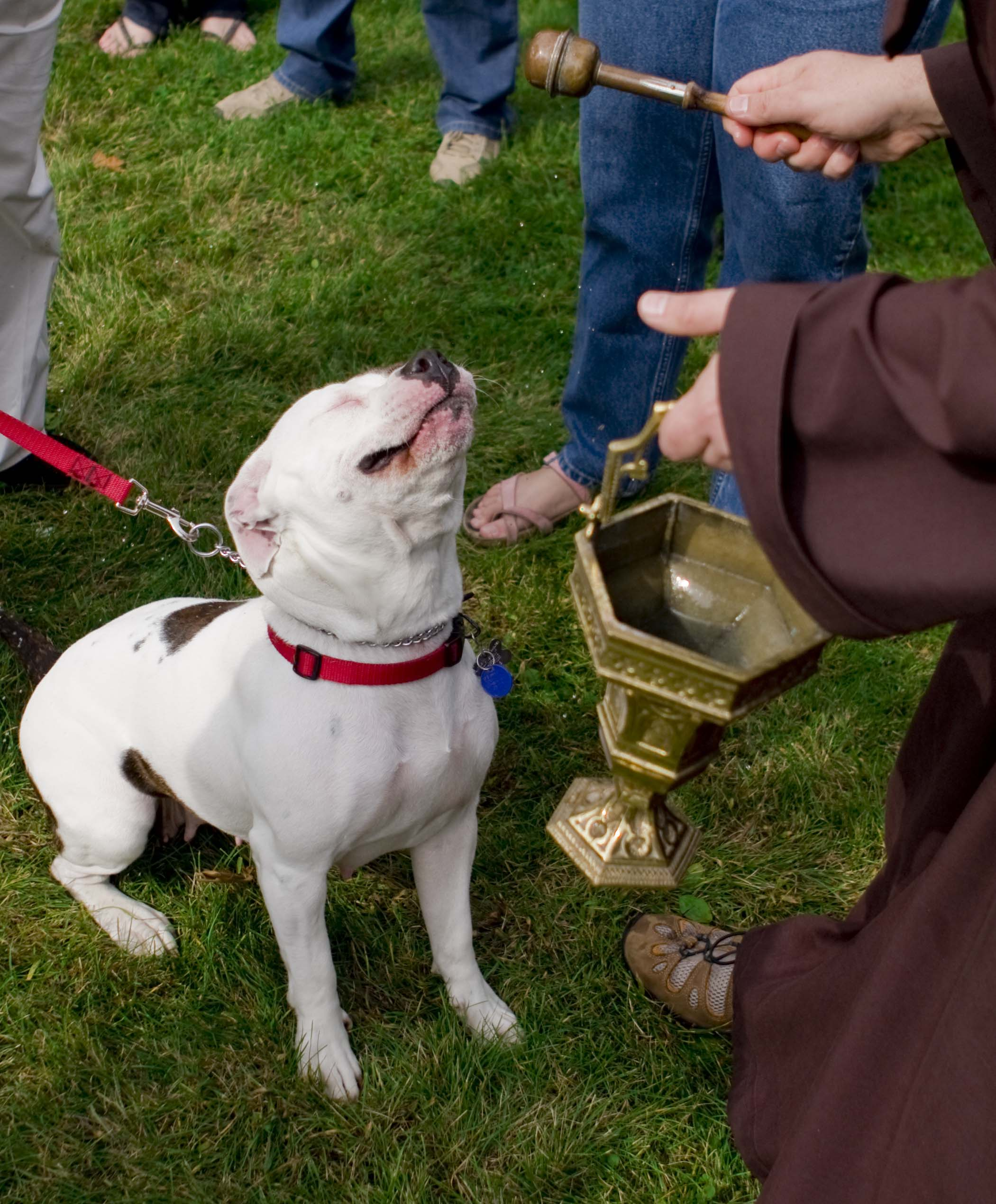
Bendición católica a un perro en el Siena College de Nueva York, Estados Unidos.

Dentro del catolicismo, es común realizar bendiciones a animales por parte de sacerdotes, principalmente a mascotas y animales que sirven de ayuda a los discapacitados, como los perros de asistencia. Dicho ritual consiste en verter agua bendita sobre el cuerpo del animal, acompañado de algún rezo u oración especial para la ocasión. En algunos países, dichas ceremonias son celebradas cada 4 de octubre, en conmemoración a San Francisco de Asís, quien es considerado como el santo patrono de los animales, en otros es celebrado los 17 de enero, día en que se conmemora a San Antonio Abad.
En otras iglesias no católicas, como la metodista y la anglicana, se celebran cultos de bendición animal, donde los fieles llevan a sus mascotas para que reciban la bendición del pastor u obispo, dependiendo el tipo de congregación.En algunas iglesias luteranas son celebradas bendiciones para "todas las criaturas de Dios", lo que también incluye la bendición de plantas y jardines.